# Обсерватория Скалнате Плесо
Обсерватория Скалнате Плесо — астрономическая и метеорологическая обсерватория, расположенная в горах Высокие Татры около озера Скалнате (словац. Skalnaté pleso), Словакия. Принадлежит Астрономическому институту Словацкой академии наук. Обсерватория была основана в 1943 году доктором Антонином Бечваржем. Первоначально обсерватория была оборудована тремя телескопами: рефлектором Цейса (D = 0,6 м, F = 3,3 м) и двумя малыми рефлекторами (диаметром порядка 20 см) и несколькими бинокулярами 25×100. В 1961 году был установлен новый 30-см астрограф Цейса, который использовали для астрометрических наблюдений астероидов и комет. В 2001 году астрограф был заменен 61-см рефлектором. Данный инструмент сейчас оборудован ПЗС-камерой и в основном используется для фотометрических наблюдений астероидов. В 1977 году старый 0,6-м рефлектор Цейса был заменен на новый Цейс-600. На Цейс-600 был установлен фотометр, который используется для исследования переменных звезд (катаклизмических, новых, неправильных переменных). В честь обсерватории назван астероид (2619) Skalnate Pleso. В данной обсерватории было открыто большинство комет и астероидов, обнаруженных на территории Словакии.

## Инструменты обсерватории
- рефлектор Цейс (D = 0,6 м, F = 3,3 м, 1943 — 1977 года)
- рефлектор-1 (D = 20 см, 1943 год)
- рефлектор-2 (D = 20 см, 1943 год)
- несколько бинокуляров 25×100 (D = 25 см, 1943 год)
- Астрограф Цейса (D = 30 см, 1961 — 2001 года)
- Цейс-600 (D = 60 см, F = 7,2 м, 1977 год)
- Рефлектор (D = 61 см, F = 7,5 м, 2001 год)